# Sinan Şamil Sam
Sinan Şamil Sam (Frankfurt am Main, 23 juni 1974 – Istanboel, 30 oktober 2015) was een Turks bokser met de bijnaam "De Stier van de Bosporus". Hij werd in 2002 Europees kampioen en won in 2004 de WBC-titel. Zijn palmares is 25 gewonnen partijen, drie verloren partijen, nul gelijke partijen en vijftien knockouts.

## Biografie
De professionele carrière van Sam begon in 2000. Hij had een succesvolle start; hij won in zijn eerste twee jaar als prof alle vijftien wedstrijden, waarvan acht door knockout. Na twee jaar actief te zijn geweest als prof, won hij de EBU-zwaargewichttitel door Przemyslaw Saleta knockout te slaan in de zevende ronde. Vier maanden later verdedigde Sam deze titel tegen Danny Williams. Hij behield zijn titel door Williams knockout te slaan. Hij verdedigde zijn titel voor de tweede keer succesvol als hij Julius Francis knockout slaat in de zevende ronde.
Zijn eerste verliespartij was tegen Juan Carlos Gomez. Vijf maanden later raakt hij zijn zwaargewichttitel kwijt aan Luan Krasniqi.
Sinan Şamil Sam overleed in 2015 op 41-jarige leeftijd aan leverfalen in een ziekenhuis in Istanboel.